# Chondropetalum tectorum
Chondropetalum tectorum là một loài thực vật có hoa trong họ Restionaceae. Loài này được (L.f.) Raf. mô tả khoa học đầu tiên năm 1838.